# Axel Rolón
Axel Gabriel Rolón (ur. 2003) – argentyński zapaśnik walczący w stylu klasycznym.
Brązowy medalista mistrzostw panamerykańskich w 2023 roku.